# Peter Jankowitsch
Peter Jankowitsch, avstrijski odvetnik, diplomat, politik in veleposlanik, * 10. julij 1933, Dunaj.
Jankowitsch je bil minister za zunanje zadeve Avstrije med letoma 1986 in 1987.